# Zero Branco
Zero Branco (Xero Branco o, più semplicemente, Xero in veneto, IPA: /ˈzɛro ˈbranko/) è un comune italiano di 11 657 abitanti della provincia di Treviso in Veneto.

## Geografia fisica
Zero Branco sorge in un territorio pianeggiante ricco di corsi d'acqua, presso il confine meridionale della Provincia di Treviso. Il fiume Zero passa proprio sotto la piazza principale del paese, incontrandosi, poco più a sud, con il suo affluente Vernise.

## Origini del nome
Zero è citato per la prima volta come Zayro (1095), poi come Zero (1152) e ancora come Iairus (epoca medievale). Secondo Dante Olivieri deriva da un nome personale del tipo Iarius e Diarius; si tratterebbe quindi di un prediale riferito a un proprietario terriero di epoca antica. Giovan Battista Pellegrini nota invece una somiglianza con Zadro, toponimo attestato a Padova, e lo fa derivare da theatru, ad indicare un luogo dove esisteva un teatro. Una terza ipotesi lo identifica come un fitonimo derivato da cerro.
Dal nome del territorio sarebbe poi derivato quello del fiume Zero. 
Branco era in origine uno dei vari colmelli che costituivano il paese, ovvero quello in cui, al momento dell'istituzione dell'odierno comune, andò ad ospitarne la sede. Sempre secondo Olivieri, dovrebbe significare "diramazione" e si riferisce probabilmente a un fosso o a un canale.

## Storia

### Età paleoveneta e romana
Il territorio zerottino pare fosse abitato sin dall'età paleoveneta, fino a quando, nel II secolo a.C., non subì l'invasione romana e fu posto sotto il municipium di Altino. L'area attorno al fiume Zero fu completamente riorganizzata e centuriata e furono compiute notevoli opere di bonifica con il contenimento e la canalizzazione delle acque.

### Medioevo
Nel XII secolo Zero fu posta sotto il controllo del libero Comune di Treviso e ne seguì le sorti passando, nel 1312, agli Scaligeri e quindi, dal 1338 al 1381 e definitivamente dal 1388, alla Serenissima.
Sotto Venezia, fu mantenuto l'antico sistema delle regule (che, in origine, erano Montiron e Fontane per quanto riguarda la villa di Zero) e il territorio fu assegnato alla podesteria di Treviso (quartiere Mestrina). Successivamente, la sola Zero passava alla podesteria di Mestre, mentre Sant'Alberto e Scandolara rimanevano sotto Treviso.
Grazie anche alla sua posizione, a metà tra Treviso e Venezia, alla salubrità del luogo e al rigoglio delle colture, Zero fu scelta da molti nobili veneziani come terra per le loro residenze estive, che erano non solo delle raffinate residenze di campagna, ma anche delle vere e proprie aziende agricole.

### Dominazione austriaca
Nel 1797 il territorio comunale passò sotto la dominazione austriaca, salvo la breve parentesi napoleonica tra il 1805 e il 1814. Nel frattempo Zero e Sant'Alberto divengono comuni, inseriti nel 1807 nel cantone di Noale del dipartimento del Bacchiglione con capoluogo Vicenza. Al ritorno degli Austriaci, Zero (ora unita a Sant'Alberto) entra a far parte della provincia di Padova. Nel 1853 Zero passa alla provincia di Treviso e con l'annessione al Regno d'Italia, nel 1866, il Comune assume la denominazione di Zero Branco.

### Il novecento
Durante la Prima e la Seconda Guerra Mondiale, come molte altre località italiane, Zero Branco subì le difficoltà e le devastazioni del conflitto. Dopo la Seconda Guerra Mondiale, il comune iniziò un periodo di ricostruzione e sviluppo. Negli anni '60 e '70, ci fu un boom economico locale che portò a una crescita demografica e alla costruzione di nuove infrastrutture all'interno del comune.
Negli ultimi decenni del secolo, Zero Branco ha continuato a svilupparsi, mantenendo un equilibrio tra la conservazione delle sue tradizioni e l’adozione di nuove tecnologie e pratiche moderne. Oggi, il comune è noto per il suo patrimonio storico e culturale, con numerose ville storiche.

### Simboli
Lo stemma comunale e il gonfalone sono stati concessi con decreto del presidente della Repubblica del 18 luglio 1984.
Il gonfalone è un drappo di verde.

## Monumenti e luoghi d'interesse

### Architetture religiose

#### Chiesa parrocchiale e campanile
Già citata come pieve nella bolla Justis fratrum di Eugenio III del 1152, fu ricostruita e riconsacrata il 17 agosto 1642. Nel 1847 venne riedificata la facciata in stile neoclassico e nel 1857 venne rifatto il pavimento. L'altare maggiore fu realizzato nel 1695 dai fratelli Bettanelli di Venezia; nel 1759 fu costruito l'organo, ad opera del veneziano Giovanni Placa. All'interno, tra le opere più notevoli, sono da ricordare la pala raffigurante la Madonna del Parto, opera autografa di Jacopo Palma il Giovane, e la Sacra Conversazione posta al centro dell'altar maggiore attribuita a Vittore Belliniano. Altri dipinti degni di nota sono quello raffigurante Gesù Bambino con i santi Antonio e Valentino opera dell'artista veneziano Giovanni Carlo Bevilacqua e il San Sebastiano di Cosroe Dusi altresì noto come " pittore degli Zar " per la sua lunga permanenza a San Pietroburgo alla metà dell'800.
Nel 1696 venne iniziata la costruzione del campanile, che la leggenda vuole come modello più alto del campanile della vicina Mogliano Veneto.

### Architetture civili

#### Palazzo Sagramora

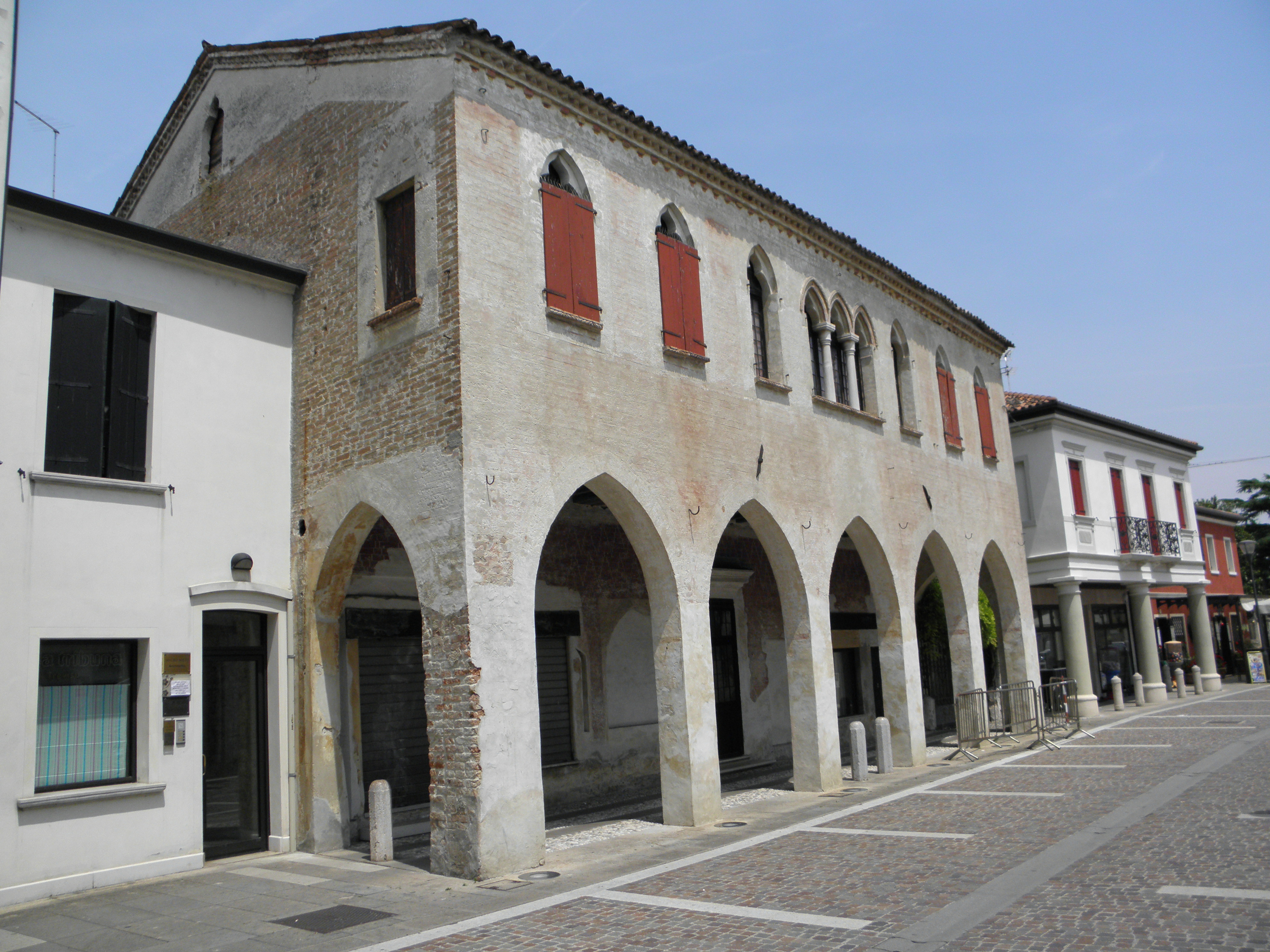
Palazzo Sagramora.

Si tratta dell'edificio più antico della cittadina, un palazzo risalente al XIV secolo realizzato con architettura gotico-veneziana.

#### Ville venete
Mentre nel centro storico è possibile notare qualche edificio veramente notevole (quale il gotico "Palazzo Sagramora"), è nelle campagne che si trovano gli edifici più interessanti del territorio comunale. Si tratta di interessanti ville venete, talvolta circondate da grandi parchi e giardini come "Villa Guidini" (del XVIII secolo) , "Villa Albuzio" (del XVI secolo) e "Villa ex Albuzio", ora Corò (del XVII secolo). Altri interessanti edifici sono "Villa ex Vitturi" ora Libralato, Villa Brotto Antonello (XVII secolo), a ridosso della piazza e Villa Bon in via Sola ove Enrico Fermi soggiornò più volte durante l'infanzia.

## Società

### Evoluzione demografica
Abitanti censiti

### Etnie e minoranze straniere
Al 31 dicembre 2017 gli stranieri residenti nel comune erano 527, ovvero il 4,7% della popolazione. Di seguito sono riportati i gruppi più consistenti:
1. Romania 116
2. Albania 86
3. Marocco 51
4. Moldavia 29
5. Cina 28
6. Burkina Faso 25
7. Nigeria 24
8. Kosovo 24
9. Ucraina 21

## Geografia antropica

### Suddivisioni storiche
Per tutto il dominio della Serenissima, Zero Branco si suddivideva in colmelli, quasi degli antenati degli attuali quartieri. Ciascuna giurisdizione era rappresentata da un meriga. A loro volta i colmelli erano raggruppati in quartieri, e i quartieri in podestarie. Zero fu per breve tempo ricompreso nella podestaria di Treviso per poi passare a Mestre. D'altra parte, i colmelli di Sant'Alberto e Scandolara rimasero sino alla caduta di Venezia sotto Treviso, compresi nel quartiere detto Mestrina di sopra. Segue un elenco dei colmelli divisi per parrocchie:
- Zero
  - Borgo - centro
  - Branco - sudest
  - Cannaregio - nord-ovest
  - Conche - nord-est
  - Fontane - sudovest
  - Montiron- ovest
- Scandolara
  - Scandolara Chiesa
  - Scandolara Alta
  - Scandolara Bassa
- Sant'Alberto
  - Sant'Alberto Chiesa - centro
  - Sant'Alberto Albera - nordest
  - Sant'Alberto Bertoneria - nordovest

Tutt'oggi essi sono rievocati durante il caratteristico "Torneo dei Colmelli" che vede sfidarsi gli abitanti dei vari quartieri.

### Frazioni
- Scandolara
- Sant'Alberto

## Infrastrutture e trasporti
Il centro di Zero Branco è attraversato dalla SR 515 "Noalese", che collega Padova a Treviso e servito dagli autobus SITA e La Marca che svolgono servizio di linea lungo questa tratta. Gli Autobus Actv, invece, assicurano i collegamenti con Mogliano Veneto. Il territorio comunale è attraversato anche, a est, dall'Autostrada A4, nel tratto noto come Passante di Mestre.

## Amministrazione

### Sindaci dal 1985
| Periodo        | Periodo        | Primo cittadino            | Partito                                       | Carica  | Note |
| -------------- | -------------- | -------------------------- | --------------------------------------------- | ------- | ---- |
| 23 luglio 1985 | 19 giugno 1990 | Lucio Pasqualetto          | DC                                            | Sindaco |      |
| 19 giugno 1990 | 24 aprile 1995 | Lucio Pasqualetto          | DC-indipendente                               | Sindaco |      |
| 24 aprile 1995 | 14 giugno 1999 | Gaetano Cappelletto        | lista civica (centro-destra)                  | Sindaco |      |
| 14 giugno 1999 | 14 giugno 2004 | Gaetano Cappelletto        | lista civica (centro-destra)                  | Sindaco |      |
| 14 giugno 2004 | 8 giugno 2009  | Maria Margherita Sagramora | Lega Nord-Liga Veneta                         | Sindaco |      |
| 8 giugno 2009  | 26 maggio 2014 | Mirco Feston               | lista civica (centro-sinistra)                | Sindaco |      |
| 26 maggio 2014 | 26 maggio 2019 | Mirco Feston               | lista civica Feston sindaco (centro-sinistra) | Sindaco |      |
| 27 maggio 2019 | 26 maggio 2024 | Luca Durighetto            | lista civica Feston (centro-sinistra)         | Sindaco |      |
| 27 maggio 2024 | in carica      | Luca Durighetto            | lista civica Feston (centro-sinistra)         | Sindaco |      |